# Yerkheda
Yerkheda là một thị trấn thống kê (census town) của quận Nagpur thuộc bang Maharashtra, Ấn Độ.

## Nhân khẩu
Theo điều tra dân số năm 2001 của Ấn Độ, Yerkheda có dân số 10.367 người. Phái nam chiếm 51% tổng số dân và phái nữ chiếm 49%. Yerkheda có tỷ lệ 79% biết đọc biết viết, cao hơn tỷ lệ trung bình toàn quốc là 59,5%: tỷ lệ cho phái nam là 84%, và tỷ lệ cho phái nữ là 73%. Tại Yerkheda, 12% dân số nhỏ hơn 6 tuổi.